# صافي الدخل
في الأعمال التجارية، يعد صافي الدخل - يُشار إليه أيضًا باسم المحصلة النهائية أو صافي الربح أو صافي الكسب - هو دخل الكيان مخصومًا منه المصروفات خلال فترة محاسبية (سنة مالية). ويتم احتسابه باعتباره الفرق بين كافة العوائد والمكاسب وكافة النفقات والخسائر خلال هذه الفترة المحاسبية، وتم أيضًا تعريفه بأنه الزيادة الصافية في حقوق المساهمين، والتي تنتج عن العمليات التجارية للشركة. وفي سياق عرض البيانات المالية، عرّفت موكلته  الدولية لإعداد التقارير المالية صافي الدخل بأنه مرادف لمعنى الربح والخسارة.
ويعتبر صافي الدخل مفهومًا محاسبيًا متميزًا عن الربح. والربح مصطلح "يعني أشياء مختلفة من وجهة نظر أفراد مختلفين"، ويمكن أن تتضمن البنود المختلفة في أحد البيانات المالية مصطلح "الربح"، كما في إجمالي الربح والربح قبل الضريبة. وخلافًا لذلك، فإن صافي الدخل يعتبر مصطلحًا محددًا بدقة في المحاسبة.

## نظرة عامة
يمكن توزيع صافي الدخل بين حملة الأسهم العادية على هيئة حصة أرباح أو يمكن للشركة الاحتفاظ به باعتباره إضافة إلى الأرباح غير الموزعة. وكما يُستخدم لفظا الربح والإيرادات بالترادف مع الدخل (أيضًا اعتمادًا على استعمال المملكة المتحدة والولايات المتحدة)، تُستعمل عبارتا صافي الإيرادات وصافي الربح بصورة شائعة بالترادف بدلًا من صافي الدخل. وكثيرًا ما يأتي مصطلح الدخل كبديل لمصطلح صافي الدخل، ومع ذلك لا يُفضّل هذا تجنبًا للوقوع في التباس محتمل. ويطلق على صافي الدخل المحصلة النهائية للربح بصورة غير رسمية، وذلك بسبب وقوعه عادة في نهاية بيان الدخل الخاص بالشركة (يعتبر مصطلح إجمالي الإيرادات أحد المصطلحات ذات الصلة، حيث يعني العوائد التي تشكّل الحد الأول للبيان الحسابي).
وتتضمن البنود المخصومة عادة مصاريف الضرائب ومصاريف التمويل (مصاريف الفائدة) وحصة الأقلية. وبالمثل، تُخصم حصص أرباح الأسهم الممتازة أيضًا، وذلك بالرغم من أنها لا تعتبر مصاريف. وبالنسبة لشركة تسويق البضائع، فإن التكاليف المخصومة يمكن أن تكون تكلفة البضائع المبيعة، وخصومات التخفيضات ومردودات المبيعات والبدلات. وأما بالنسبة لشركة الإنتاج، فتتضمن الخصومات تكاليف الإعلان والتصنيع والتصميم والتطوير.

## معادلة لحساب صافي الدخل
صافي المبيعات (العائد)
– تكلفة البضائع المبيعة
= إجمالي الربح
– النفقات العامة والإدارية ونفقات المبيعات (التكلفة المركبة لتشغيل الشركة)
= الإيرادات قبل الفائدة والضرائب ونقص القيمة والإهلاك
– نقص القيمة والإهلاك
= الإيرادات قبل الفائدة وخصم الضرائب
– مصاريف الفائدة (تكلفة اقتراض المال)
= الإيرادات قبل الضرائب
– مصاريف الضرائب
= صافي الربح (صافي الربح بعد الفوائد والضرائب)
= صافي الربح (صافي الربح بعد احتساب ضرائب المبيعات)